# Ponte di Mostizzolo
Il ponte di Mostizzolo è un ponte costruito sopra una forra dove scorre il torrente Noce, in prossimità di dove il torrente si immette nel lago di Santa Giustina. Costituisce una delle vie di comunicazione tra Val di Non e Val di Sole. Si trova presso la frazione Mostizzolo del comune di Cis, al confine tra i comuni di Cis e Cles. Il ponte stradale, che collega la strada statale 43 della Val di Non con la strada statale 42 del Tonale e della Mendola, è stato affiancato da un ponte ferroviario sul quale transita la ferrovia Trento-Malé-Mezzana, inaugurata nel 1964 in sostituzione della preesistente tranvia Trento-Malé.
Purtroppo è anche rinomato perché in passato è stato scelto da alcuni suicidi.
Nei pressi del ponte inizia la ciclopista della val di Sole.

## Origini del nome

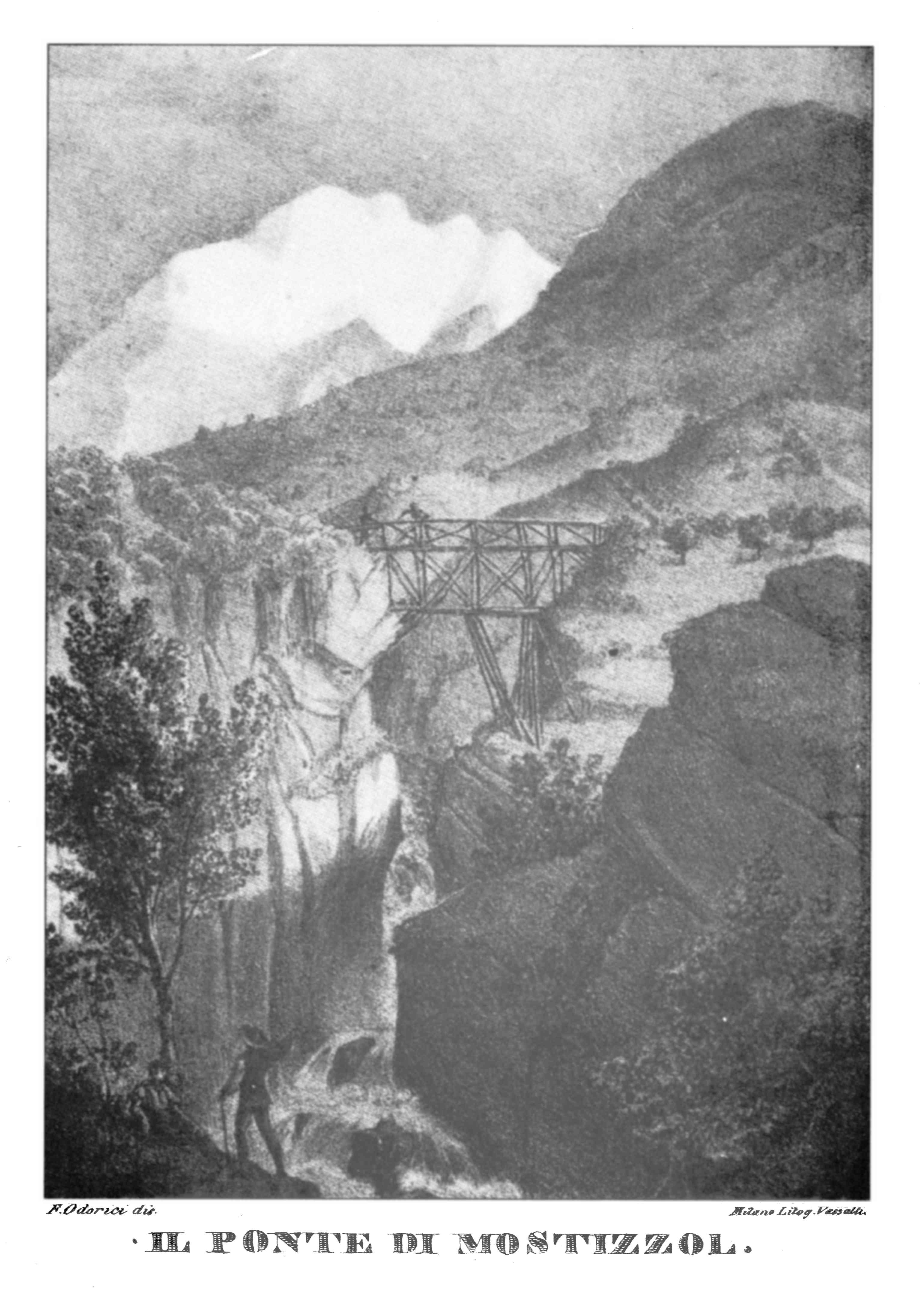
Il ponte semidistrutto agli inizi dell'800

In passato il ponte, realizzato in legno, era luogo di riscossione di dazio ed esiste un'interpretazione popolare secondo la quale il toponimo deriverebbe dall'espressione tedesca peraltro grammaticalmente non corretta musst du zahlen, che tradotto in italiano dovrebbe significare "devi pagare". In realtà il toponimo viene attestato come Mastozolo a partire dal XIII secolo e gli studi affermano che potrebbe derivare dal latino musteolu, "terreno tenero come il mosto".